# چهار تا شیطون
چهار تا شیطون فیلمی به کارگردانی و نویسندگی حسین مدنی محصول سال ۱۳۴۳ است.

## خلاصه داستان
پروفسور سلیم که از بدخلقی‌های همسرش دلگیر است، اعلام می‌کند که یک زن مصنوعی ساخته است...

## بازیگران
- ویکتوریا
- منصور سپهرنیا
- گرشا رئوفی
- حمیده خیرآبادی
- پرخیده
- محسن آراسته
- داریوش اسدزاده
- ناصر کوره چیان
- گیتی جعفری
- عبداله محمدی
- قاسمی نژاد
- گیتی فروهر
- مهری مهرنیا
- روح‌اله مفیدی